# Elias van Cortona
Elias van Cortona (ook Elias Bombarone of Elias van Assisi) (ca. 1180, mogelijk te Beviglie bij Assisi - Cortona, 22 april 1253) was een Italiaans franciscaan en vertrouweling van Franciscus van Assisi.

## Opgang in de orde
Elias van Cortona was jurist en werd in 1211 franciscaan. Daarmee behoorde hij tot de vroegste franciscanen. In 1217 werd hij de eerste provinciale overste van de orde in Syrië. In 1220 keerde hij met Franciscus van Assisi uit het Heilig Land terug naar Italië. Franciscus was ongerust omdat er tijdens zijn afwezigheid nieuwigheden ingevoerd waren in de orde. Tijdens het Mattenkapittel van 1221 werd Elias aangesteld als vicaris van Franciscus. Van 1221 tot 1227 was hij de officiële vicaris. Na de dood van Franciscus (1226) werd hij door Paus Gregorius IX belast met de bouw van een nieuwe grafkerk voor Franciscus: de Sint-Franciscusbasiliek. Niet hij, maar wel Johannes Parenti werd in 1227 verkozen als eerste generale overste na Franciscus. Waarom Elias niet verkozen werd als generale minister, is niet duidelijk. Een hypothese is dat hij Parenti's verkiezing steunde en achter de schermen toch het zeggenschap had, maar dat dit hem de ruimte gaf om zich te concentreren op de bouw van de nieuwe basiliek. Een andere hypothese stelt dat er wel degelijk afspraken waren dat Elias generale minister zou worden, maar dat een groep ontevredenen zich tegen hem had gekeerd. Later zou dit expliciet gebeuren. Geen van beide hypothesen kunnen echter hard gemaakt worden.
Op 25 mei 1230 liet Elias het gebeente van Franciscus overbrengen van de San Giorgio naar de nieuwe grafkerk. Bij de begrafenis hield hij de gelovigen en zelfs zijn medebroeders buiten. In het tumult ontstonden vechtpartijen. Niemand mocht weten waar de resten van Franciscus precies lagen, met uitzondering van Elias en enkele betrouwbare mannen. Dit had te maken met het belang voor een stad van relikwieën. Deze trokken pelgrims aan en dus opbrengsten. De vrees bestond dat de rivaliserende stad Perugia het lichaam van Franciscus zou komen weghalen. Daarom werd het op een onbekende plaats begraven.

## Generale overste
In 1232, na de dood van Johannes Parenti, werd Elias dan toch verkozen als generale overste van de minderbroeders. Reeds snel botste hij echter op heel wat weerstand. Binnen de orde was er een strijd tussen "ijveraars" die een strenge regel wilden volgen (de zelanti of spiritualen) en vernieuwingsgezinde gematigden. Elias was de voortrekker van deze laatste. Ze vroegen meer privileges en afstemming van de regel op die van de oudere orden. Ze gingen de strikte regels dan ook openlijk overtreden. Intussen liet Elias zich helemaal in beslag nemen door de verdere afwerking van de Sint-Franciscusbasiliek en liet andere bestuurstaken over aan andere, soms weinig bekwame medewerkers. Vanaf 1236 leidde dit tot openlijk, formeel verzet van de Engelse en Duitse broeders. Men verweet hem een verkwistende levensstijl, willekeur, verwaarlozing van het ambt, autoritair beleid ... In 1238 trok een groep ontevreden franciscanen naar Rome om hulp te zoeken tegen Elias. Paus Gregorius IX riep daarop in 1239 een generaal kapittel van de orde samen. Op 15 mei 1239 werd hij afgezet als generale minister en opgevolgd door Albert van Pisa. Gedurende de woelige jaren behield Elias de steun van Clara van Assisi. Latere historici zijn van mening dat Elias mogelijk niet in de eerste plaats werd bestreden door de meer strikte volgelingen van Franciscus, maar net door de andere. Elias zou achter de ideeën van Franciscus zijn blijven staan. Zo beschouwde hij lekenbroeders als evenwaardig aan clerici. Binnen de orde evolueerde deze opvatting echter snel. Eind jaren 1230 werd dit reeds als een absurd idee gezien, bijvoorbeeld door Salimbene van Parma en werd gepleit om de instroom van leken sterk te beperken. De val van Elias werd gevolgd door een versterking van de macht van een groep geleerde clerici.

## Latere jaren
In 1239, na zijn afzetting als generale overste, trok Elias naar Keizer Frederik II, die begin dat jaar (terug) geëxcommuniceerd was. Daarop sloeg Paus Gregorius IX ook Elias in de ban. In 1242 ging Elias, na een reis naar het Midden-Oosten als gezant van Frederik II, in Cortona wonen, waar hij de San Francesco bouwde en verder een kluizenaarsleven leidde. Daar stierf hij ook op 22 april 1253, nadat hij zich op zijn sterfbed had verzoend met de kerk en de absolutie had gekregen.

## Beoordeling

### Historische evolutie
In de eerste levensbeschrijving van Franciscus van Assisi door Thomas van Celano uit 1228 werd Elias van Cortona nog op een positieve manier vermeld. Later leek hij niet meer genoemd te mogen worden: zowel in de tweede levensbeschrijving van Franciscus door Thomas van Celano (1245) als in de levensbeschrijving door Bonaventura (1263) wordt Elias van Cortona niet meer vermeld. Latere biografen uit de 13e eeuw vermelden hem weer terug, maar beoordelen hem negatief: bijvoorbeeld Jordanus van Giano en Thomas van Eccleston.

### Huidige kijk
Eeuwenlang werd Elias van Cortona negatief beoordeeld. Tegenwoordig wordt er milder naar hem gekeken. Zijn aanmatigende gedrag (hij had bijvoorbeeld een eigen paard en luxegoederen in weerwil van de gelofte van armoede) wordt in de moderne tijd wat luchtiger bekeken. Zijn opportunisme wordt tegenwoordig gezien als die van een overste die zijn weg zocht in een nieuwe orde die massaal groeide en nog onvoldoende ervaring had in het houden van toezicht en het aanpassen van regels aan uiteenlopende omstandigheden. Dit vereiste een meer regulerende, 'bureaucratische' structuur dan de vroege volgelingen gewoon waren. Vanwege zijn controversiële rol in het armoedegeschil van de Franciscanen is zijn beeld in de bronnen bovendien sterk gekleurd, wat het moeilijk maakt, een werkelijke biografie te reconstrueren. 